# Джонні Герберт
Джонні Герберт, повне ім'я — Джон Пол Герберт (англ. John Paul Herbert), нар. 25 червня 1964 в Ромфорді, Ессекс, Велика Британія — британський автогонщик, учасник чемпіонатів світу у класі «Формула-1». За свою кар'єру здобув 3 перемоги.